# اناکیوا، نیو زلند
اناکیوا، نیو زلند (به لاتین: Anakiwa, New Zealand) یک منطقهٔ مسکونی در نیوزیلند است که در Marlborough region واقع شده‌است.